# Castelmary
 Castelmary  là một xã ở tỉnh Aveyron, thuộc vùng Occitanie ở miền nam nước Pháp.